# 複数惑星系の一覧

2023年までの各年に発見された太陽系外惑星の発見方法の内訳（2023年の総数は7月8日時点）
タイミング法（TTV法やパルサータイミング法など）
ドップラー分光法
トランジット法
重力マイクロレンズ法
直接撮像法

本稿では、複数惑星系の一覧について取り上げる。複数個の惑星を持つ惑星系は特に複数惑星系（英語: Multiple planetary system、Multiplanetary system）または多重惑星系と呼ばれる。NASA Exoplanet Archive の統計によると、2025年6月1日時点で太陽系外惑星が確認されている4,409個の恒星のうち2個以上の惑星が確認されている複数惑星系は993個である。既知の惑星系内における惑星数の最多記録は太陽系とケプラー90系の8個で、TRAPPIST-1系の7個がこれに次ぐ。最も地球に近い複数惑星系は、2個の確実な惑星と1個の未確認の惑星を持つことが知られているプロキシマ・ケンタウリ系である（近い恒星の一覧も参照）。しかし、ほとんどの複数惑星系は地球から非常に遠い位置にあり、一番遠いとされている複数惑星系は13,300光年離れた位置にある OGLE-2012-BLG-0026L 系であるとされている。

## 一覧
一覧では3個以上の惑星がある事が確認されている、もしくは2個の確認済みの惑星と1個以上の未確認の惑星候補が存在している可能性がある複数惑星系を地球からの距離が近い順に並べており、惑星数の欄における括弧内の数字が未確認の惑星の数を表している。確認済みおよび未確認の惑星の個数については NASA Exoplanet Archive と太陽系外惑星エンサイクロペディアに準拠しているが、両者で惑星の個数に差異がある場合は個数が多い方に従う。
主星の赤経、赤緯、地球からの距離（ガイア計画のデータリリース第3版 Gaia DR3 による年周視差より計算）は SIMBAD のデータに基づく。視等級も SIMBAD（記載がない場合は NASA Exoplanet Archive より引用）に記載されている、可視光線において観測されるVバンドでの等級を示す。
| 表の色は確認された惑星の数を表す | 表の色は確認された惑星の数を表す | 表の色は確認された惑星の数を表す | 表の色は確認された惑星の数を表す | 表の色は確認された惑星の数を表す | 表の色は確認された惑星の数を表す | 表の色は確認された惑星の数を表す |
| -------------------------------- | -------------------------------- | -------------------------------- | -------------------------------- | -------------------------------- | -------------------------------- | -------------------------------- |
| 2 (≥1)                           | 3                                | 4                                | 5                                | 6                                | 7                                | 8                                |

## 惑星と褐色矮星の両方が公転している恒星
惑星が2個以上存在する複数惑星系ではなく、質量が木星質量の13倍以上となる褐色矮星とそれに質量が満たない惑星が共に周囲を公転している惑星系を持つ恒星も知られている。
- うお座54番星 (HD 3651)[250]
- HD 168443[251][252]
- HD 4113 A[253]
- インディアン座ε星A[254][255]
- HD 38529[256]
- HD 245134[257]
- KMT-2020-BLG-0414L[258]